# Astragalus pehuenches
Astragalus pehuenches — вид квіткових рослин з родини бобових (Fabaceae). Ареал охоплює такі країни: Аргентина, Чилі.

## Середовище
Росте на висотах 600–2500 метрів. Це трав'яниста рослина, яка росте в чагарниках, у нижній альпійській зоні, у вторинній склерофільній маторальній рослинності та зазвичай на сухому піщаному ґрунті. Це токсичний вид, що викликає локоїзм у овець та коней; він спричиняє загибель тварин і трапляється переважно тоді, коли рослини астрагалу є єдиним доступним зеленим кормом пізньої осені або взимку. Наразі немає відомих серйозних загроз для цього виду.